# Charlotte Sinclair
Charlotte Sinclair, född 12 mars 1977, är en svensk dansare. Hon är grundare av Sinclairs Dansskola och verkar som danslärare i barndans, disco, street, latin, standard, jazz med mera.
Sinclair har deltagit i Let's Dance 2009, där hon dansade med programledaren Hasse Aro, i Let's Dance 2010 där hon dansade med Willy Björkman och i Let's Dance 2011 där hon hade Frank Andersson som danspartner.
Sinclair är svensk och nordisk mästarinna i discodance och tillhörde svenska landslaget i latinamerikansk dans. Hon är världsmästare i Mixing Blues, utbildad danssporttränare och nationell och internationell domare. Hon är medlem i och utbildad av Sveriges Danspedagogers Riksförbund.
2021 öppnade Charlotte Sinclair CS Dansstudio i Kungsbacka och startade danseventet ”Your time to shine”.